# 大城山遗址
大城山遗址是一处位于中国河北省唐山市大城山的新石器时代遗址，属龙山文化，1982年7月23日被列入河北省文物保护单位。